# Wolcott Balestier
Charles Wolcott Balestier (Rochester, 13 de diciembre de 1861-Dresden, 6 de diciembre de 1891) fue un escritor y editor estadounidense.

## Biografía
Nació el 13 de diciembre de 1861 en Rochester, Nueva York. Su primer trabajo era una novela llamada A Patent Philter, que salió publicada en serie en el diario New York Tribune en 1884. En 1886 publicó A Victorious Defeat. Junto con Rudyard Kipling en 1892 publicó The Naulahka, la historia de un californiano en la India.
Balestier falleció el 6 de diciembre de 1891 en Dresden, víctima de la fiebre tifoidea, el mismo año que Kipling se casó con Carrie (hermana de Wolcott).

## Obras
- The Naulahka (1892) (con Rudyard Kipling).
- Benefits Forgot.